# Brachythrix
Brachythrix là một chi thực vật có hoa trong họ Cúc (Asteraceae).

## Loài
Chi Brachythrix gồm các loài: